# Megalestes riccii
Megalestes riccii – gatunek ważki z rodziny Synlestidae. Występuje w południowo-wschodnich Chinach i na Tajwanie.